# Hospital del Comendador Don Alonso Sotelo
Hospital del Comendador Alonso Sotelo (denominado también posteriormente como Hospital de Mujeres) fue un comendador de la Orden de Santiago llamado Alonso de Sotelo que ordenó edificar, por testamento otorgado en 1530, en la ciudad de Zamora. A pesar de mantener durante varias décadas el nombre de 'Hospital del Comendador Alonso Sotelo' por expreso deseo de su fundador, el edificio cambió primero a la denominación popular de 'Hospital Nuevo', hasta que finalizó en el siglo XIX como Hospital de Mujeres para distinguirse del Hospital de Hombres (que era el Hospital de la Encarnación). En el siglo XVII fue un popular corral de comedias con el que autofinanciaba. Se encontraba en la confluencia de la calle de San Torcuato y la de Riego. El edificio fue derribado en el periodo que va desde finales de la década de los cuarenta y comienzo de los cincuenta para construir un bloque de edificios.

## Historia
Alonso de Sotelo, siendo comendador de la orden de Santiago, al morir en 1530 dicta en su testamento la creación de este hospital. El testamento incluía un cañón para su regimiento que se componía de cuatro personas: un regidor de la ciudad, un canónigo de la catedral, el prior del monasterio de Santo Domingo y un representante de su linaje, que en el primer caso sucesorio se eligió a su sobrino Francisco de Sotelo. Francisco murió sin descendencia y a partir de ahí, ya en el siglo XVII el patronato se compuso solo de tres miembros. A mediados del siglo XIX cambia su denominación a 'Hospital de Mujeres', con el objeto de ser distinguido del 'Hospital de Hombres' (Hospital de la Encarnación), a pesar de que en sus orígenes ambos establecimientos nacieron para acoger a personas de ambos sexos. 
El hospital se autofinanció a partir del siglo XVI con los rendimientos de las tierras que disponía en Tierra de Campos así como en diversas poblaciones de la provincia de Zamora. Hizo compra de oficios públicos, para ello dispuso del oficios de andador (que arrendaba anualmente) y de la explotación de las aceñas en Manzanal del Barco. Obtuvo dinero en el siglo XVII de las populares representaciones teatrales que realizaba en el patio del edificio. Luego se trasladaría esta funcionalidad al que será el Teatro Principal de Zamora.

### sigloXVIII
En el año 1768 el obispo de Zamora: Antonio Jorge y Galván, hizo que se fundara en el interior del edificio del hospital unas salas de maternidad destinadas a la 'guardia'. En ellas se prestaba asistencia sanitaria a las mujeres embarazadas. En las Salas de Maternidad (denominadas también Salas Bajas) se procedía durante los partos intentando garantizar el anonimato de la parturienta y la vida de las criaturas. Si los bebes eran ilegítimas, no retornaban a sus madres, al entenderse que suponía cierto peligro para el futuro de los niños. De esta forma se trasladaban al Hospital de Expósitos de Salamanca. Se produjo de esta forma hasta que en 1796 Zamora tuvo su Inclusa propia.

### Edad Contemporánea
El hospital se vio afectado una ley orgánica provincial, que vino a suprimir las juntas de beneficencia y a atribuir sus funciones directivas y administrativas a las diputaciones provinciales. Se encontraba en la confluencia de la calle de San Torcuato y la de Riego. El edificio fue derribado en el periodo que va desde finales de la década de los cuarenta y comienzo de los cincuenta para construir un bloque de edificios.